# Україна переможе
«Україна переможе» — українська пісня 2022 року. Музика і текст О. Пономарьов.
Виконують зірки: Олександр Пономарьов, Михайло Хома, Тарас Тополя, Євген Кошовий, Юрій Ткач, Петро Чорний.
За участю оркестру та хору Заслуженого Академічного Ансамблю пісні і танцю Збройних Сил України.
Пісня вийшла 18 квітня 2022 року, набула популярності та за 3 тижні отримала 1 місце на Ютубі й більше 6 млн переглядів. За першу добу отримала 1 млн переглядів.